# Рабдомиосаркома
Рабдомиосаркома — злокачественная опухоль, происходящая из скелетной (поперечно-полосатой) мышцы; у взрослых характеризуется слабо дифференцированными продолговатыми или округлыми, причудливой формы клетками с большими ярко окрашенными ядрами.
Плеоморфная рабдомиосаркома (pleomorphic rhabdomyosarcoma) может развиться у человека в позднем зрелом возрасте; обычно эта опухоль поражает мышцы конечностей. Эмбриональные рабдомиосаркомы (embryonal rhabdomyosarcomas) могут развиваться у младенцев, детей и молодых людей; эти опухоли классифицируются на кистевидные (botryoid), которые обычно развиваются во влагалище, мочевом пузыре, ухе и т. д.; эмбриональные (embryonal), чаще всего развивающиеся на голове и шее, особенно вблизи глазницы; и альвеолярные (alveolar), развивающиеся в основании большого пальца. Плеоморфные и альвеолярные рабдомиосаркомы плохо поддаются лечению; кистевидные рабдомиосаркомы лечатся комбинированно: лучевая терапия, хирургическое удаление и назначение больному специальных лекарственных веществ. Эмбриональная рабдомиосаркома, если её лечение начато на ранней стадии, обычно излечивается с помощью лучевой терапии и специальных лекарственных веществ (включая винкристин, актиномицин D и циклофосфамид).